# Pleasant Plain (Iowa)
Pleasant Plain – miasto w Stanach Zjednoczonych, w stanie Iowa, w hrabstwie Jefferson. Zgodnie ze spisem statystycznym z 2000 roku, miasto liczyło 131 mieszkańców.